# یواس‌اس ویسو ۲ (اس‌پی-۱۵۳)
یواس‌اس ویسو ۲ (اس‌پی-۱۵۳) (به انگلیسی: USS Wissoe II (SP-153)) یک کشتی بود که طول آن ۸۳ فوت ۶ اینچ (۲۵٫۴۵ متر) بود. این کشتی در سال ۱۹۱۶ ساخته شد.